# Духовный, Ефим Евсеевич
Ефи́м Евсе́евич Духо́вный (1912—2001) — советский военачальник, участник советско-финской и Великой Отечественной войн. Генерал-майор танковых войск (27.08.1957).
В годы Великой Отечественной войны формировал в городе Горьком, а затем командовал 169-м отдельным танковым батальоном, 196-й танковой бригадой, 2-й гвардейской танковой бригадой. С 1965 по 1972 год — военный комиссар Горьковской области, с 1973 по 1993 год — председатель научно-методического совета областного общества «Знание».

## Биография

### Ранние годы
Родился 24 июня 1912 года в Екатеринославе в семье рабочего-металлурга. Еврей. В Днепропетровске семья пережила гражданскую войну, в ходе которой в городе часто менялась власть. В 1919 году у Ефима умер отец, во время его похорон в город вошли махновцы. Один из всадников, которым по воспоминаниям Ефима Духовного был сам Н. И. Махно, остановил процессию и спросил его мать: «Кого хороните?» — «Мужа». После чего всадник снял шапку и уступил дорогу.
После окончания 8-летней школы поступил в ФЗУ, где получил специальность модельщика. По распределению был направлен в Ленинград на мебельную фабрику имени Степана Халтурина. В 1931 году поступил на рабфак в институт, но уже в 1932 году на 1-м курсе по спецнабору был направлен в Ульяновскую бронетанковую школу (город Ульяновск). Член ВКП(б) с 1932 года.

### Служба в РККА
В 1934 году окончил Ульяновскую бронетанковую школу, был в её первом выпуске. Направлен командиром танка БТ в Ленинградский военный округ.
В 1935 году его танковая часть была переброшена в Забайкальский военный округ, а Е. Е. Духовный стал командиром танкового взвода. В то время отправка на Дальний Восток была почётом и гордостью, а многие командиры, которых по каким-то причинам оставили под Ленинградом, по воспоминаниям Е. Е. Духовного, сильно переживали от обиды. В 1936 году его часть была первой из вошедших в Монголию по просьбе её правительства в связи с угрозой японской нападения.
Занимал должности помощника начальника штаба танкового батальона, командира отдельной танковой роты стрелковой дивизии на Урале, командира учебного танкового батальона.
С 1939 по 1940 год участвовал в советско-финской войне. В боях на Карельском перешейке командовал танковым батальоном.

### В годы Великой Отечественной войны
С началом Великой Отечественной войны Е. Е. Духовный — командир разведывательного батальона 51-й танковой дивизии в Брянске. Воевал на Брянском, Калининском, Западном, 1-м Прибалтийском и 3-м Белорусском фронтах.
Первый бой принял под Трубчевском: его батальон (55 танков БТ-5) принимал участие в атаке на немецкие части. В октябре 1941 года прорывался из окружения, был направлен с пакетом и группой в 28 человек в Тулу к командующему 50-й армией генералу И. В. Болдину. Прошёл по немецким тылам около 500 километров. В это время жене уже отправили извещение, что он пропал без вести.
После выхода из окружения назначен командиром 169-го отдельного танкового батальона и направлен для его формирования в город Горький (ныне Нижний Новгород). После формирования батальон воевал под Москвой в составе 35-й танковой бригады 30-й армии Калининского фронта.
В бою за деревни Пронино и Бураково (Вологодская область) майор Е. Е. Духовный первым вместе со своими танкистами и при поддержке пехоты ворвался в оборонительные порядки противника, уничтожив более взвода пехоты и захватив 12 пленных. За умелую организацию боя и личную храбрость был награждён орденом Красного Знамени (20 августа 1942). Всего за период боевых действий с декабря 1941 года по март 1942 года его батальоном было уничтожено, по советским данным, до 1000 солдат и офицеров, 25 дзотов, 6 орудий и 5 танков противника. Кроме того, 20 марта 1942 года при отражении контратаки противника в районе деревни Погорелки (ныне Тверская область) 169-й отдельный танковый батальон уничтожил ещё 10 танков, 2 самоходных орудия, уничтожено и рассеяно до 500 человек пехоты. Командир 35-й танковой бригады майор В. Г. Бурыгин и военный комиссар бригады старший батальонный комиссар В. П. Шариков представили Е. Е. Духовного к ордену Красного Знамени, однако он был награждён медалью «За отвагу» (23 марта 1942). Из боевой характеристики: «Товарищ Духовный Е. Е — храбрый и волевой командир, умело организует бой. Представлен к награждению орденом Красного Знамени, награждён медалью „За отвагу“. Заслуживает по своим личным качествам назначение на должность командира танковой бригады».
В апреле 1942 года сформировал в Горьком на автозаводе и в Сормове 196-ю отдельную танковую бригаду, а затем был назначен её командиром (с 25 апреля 1942 по 25 января 1944 года). По воспоминаниям Е. Е. Духовного, «бригада наполовину была укомплектована горьковчанами, и сформировались мы всего за месяц. Когда уезжали на фронт, у нас было 65 танков, в основном, правда, американские, Т-34 — всего 7—8. Командир бригады полковник Акилов присоединился к нам в Москве по дороге на фронт, погиб он в первом же бою и меня назначили командиром».
Принимал участие в боях подо Ржевом. Из боевой характеристики на майора Е. Е. Духовного, командира 196-й отдельной танковой бригады: «Под командованием майора Духовного бригада уничтожила 56 дзотов, 26 орудий, 22 миномёта, 2 танка, 1 склад с боеприпасами и более 1500 немецких солдат. За отличные действия бригады, умелое управление боем и личную отвагу и мужество награждён орденом Красного Знамени, медалью „За отвагу“ и представлен ко второму ордену Красного Знамени». 30 марта 1943 года был награждён вторым орденом Красного Знамени.
В период наступательных действий 10-й армии с 11 по 20 августа 1943 года командир 196-й отдельной танковой бригады гвардии подполковник Е. Е. Духовный непрерывно находился в боевых порядках бригады, лично проявлял мужество и геройство, своим примером увлекая личный состав в бой. Под его руководством бригада выполнила поставленные перед ней задачи: во взаимодействии с частями 371-й стрелковой дивизии овладела 11 населёнными пунктами, нанеся при этом большой урон противнику — уничтожено до 1000 солдат и офицеров, 40 орудий, 3 самоходных орудия, 4 самолёта, захвачено 2 склада.
С 2 мая 1944 по 3 марта 1945 года — командир 2-й гвардейской танковой бригады. За успешное командование бригадой награждён двумя орденами Кутузова 2-й степени (за Смоленск и за Витебск). В сентябре 1944 года его бригада была награждена орденом Кутузова, трижды отмечена в приказах Верховного Главнокомандующего. По воспоминаниям служившего в ней медика и писателя И. Л. Дегена, «бригада на фронте была знаменитой… Использовалась исключительно „для прорыва“ и несла огромные потери в каждой наступательной операции. По сути дела, это была бригада смертников, и пережить в ней два наступления для рядового танкиста было чем-то нереальным». С 4 марта 1945 года освобождён от командования бригадой и с 12 марта переведён на должность заместителя командира 159-й танковой бригады 1-го танкового корпуса 3-го Белорусского фронта, участвовал в штурме Кёнигсберга.
Окончание войны встретил в Кёнигсберге. За годы войны был ранен и контужен. Вспоминая о войне, Е. Е. Духовный отмечал, что для него лично «тяжелей всего было в битве за Москву и в боях под Ржевом. Самая удачная — „Багратион“, бои под Витебском. В этой операции я почувствовал, что делаю самое важное в своей жизни, что успешно и с наименьшими потерями осуществляю замысел командующего армией».

### Послевоенные годы
6 августа 1945 года назначен командир 159-го танкового полка 1-й танковой дивизии. С 12 ноября 1945 года — командир 118-го гвардейского армейского тяжёлого танко-самоходного полка. С 18 февраля 1949 года по 15 января 1955 года командир 9-го учебного танкового полка.
После командовал танковой дивизией, был заместителем командира мотострелкового корпуса. В 1953 году окончил заочно Бронетанковую академию им. И. В. Сталина. С 1962 года назначен заместителем начальника Нижегородского гарнизона.
27 августа 1957 года присвоено воинское звание «генерал-майор танковых войск».
С 1965 по 1972 годы Е. Е. Духовный — областной военный комиссар. Избирался депутатом областного Совета народных депутатов. В течение 20 лет был председателем научно-методического совета областного общества «Знание», работал заместителем председателя Совета ветеранов войны и труда. В 1994 году Е. Е. Духовному присвоено звание Почётного гражданина Нижнего Новгорода.
Умер 31 августа 2001 года в Нижнем Новгороде. Похоронен на кладбище «Марьина Роща».

## Публикации
- Духовный Е. Е. Горьковчане в годы Великой Отечественной войны / Е. Е. Духовный // Записки краеведов. — Горький, 1985. — С. 5-7.
- Духовный Е. Е. В бой идут танкисты / Е. Е. Духовный // Забвению не подлежит. Страницы нижегородской истории (1941—1945 годы): В 3-х книгах / Л. П. Гордеева, В. П. Киселев, А. А. Кулаков и др. — Нижний Новгород: Волго-Вятское кн. изд-во, 1995. — Книга третья. — С. 5-11 — 167 с.

## Награды и звания
Государственные награды России:
- орден Жукова[2]

Советские государственные награды:
- три ордена Красного Знамени (20.08.1942[4], 30.03.1943[8], 20.04.1953[14][15]);
- два ордена Кутузова II степени (28.09.1943[9]; 3.07.1944[16]);
- два ордена Отечественной войны I степени (19.12.1944[17]; 6.04.1985[18]);
- орден Трудового Красного Знамени[2];
- орден Красной Звезды (30.04.1947)[14][15];
- медали, в том числе:
  - медаль «За отвагу» (23.03.1942)[5];
  - медаль «За боевые заслуги» (3.11.1944)[19][15];
  - медаль «За оборону Москвы» (10.1944)[20];
  - медаль «За победу над Германией в Великой Отечественной войне 1941—1945 гг.» (9.05.1945)[14];
  - медаль «За взятие Кёнигсберга» (9.06.1945)[14];
  - 15 юбилейных медалей

Почётный гражданин города Нижнего Новгорода (7.07.1994)
Иностранные награды:
- медаль «30 лет Халхин-Гольской Победы» (МНР 15.08.1969)[22]

## Семья, личная жизнь
Жена — Ольга Аркадьевна, 2 сына — полковник запаса (Валерий) и морской инженер (Евгений), дочь Наталья — учитель.

## Память
В 2001 году в Нижнем Новгороде на улице Нестерова, дом 3, установлена мемориальная доска из чёрного гранита с гравированным портретом: «В этом доме с 1982 по 2001 гг. жил Почётный гражданин г. Нижнего Новгорода, участник Великой Отечественной войны кавалер ордена Жукова, генерал-майор танковых войск Духовный Ефим Евсеевич».